# Bill Vukovich
Bill Vukovich (Fresno, Californië, 13 december 1918 - Indianapolis, Indiana, 30 mei 1955) was een Amerikaans autocoureur die in 1953 en 1954 de Indianapolis 500 won.
Tussen 1950 en 1955 schreef hij zich ieder jaar in voor de Indianapolis 500 en startte hij vijf maal, in het eerste jaar wist hij zich niet te kwalificeren. Hij behaalde in deze edities eenmaal pole position en drie snelste ronden en hij lag in vier races aan kop voor 485 ronden of 1.951 kilometer. Omdat deze races ook onderdeel waren van de Formule 1-kalender, scoorde hij hier 19 WK-punten.
Naast de Formule 1 was de Indy 500 ook onderdeel van het AAA Championship Car-kampioenschap. Naast de Indy 500 nam Vukovich tussen 1950 en 1955 deel in 17 andere AAA-races, waar hij in 1952 nog twee overwinningen behaalde. Zijn beste resultaat in het kampioenschap was een derde plaats in 1953 dankzij zijn Indy-overwinning.
Vukovich overleed tijdens zijn laatste Indy 500-deelname in 1955 ten gevolge van een ongeluk terwijl hij op kop lag. Hij was hiermee de tweede verdedigende Indy 500-winnaar die overleed tijdens de race, na Floyd Roberts in 1939 en de enige winnaar die overleed terwijl hij aan kop lag. Omdat de race in die jaren ook onderdeel was van het Formule 1-kampioenschap, was Vukovich ook de eerste coureur die tijdens een voor het kampioenschap meetellende F1-race om het leven kwam.
Vukovich' zoon Bill Vukovich II en kleinzoon Bill Vukovich III hebben ook deelgenomen aan de Indy 500. Vukovich II behaalde in 1973 en 1974 podiumplaatsen en Vukovich III was Rookie of the Year in 1988.

## Resultaten in de Indianapolis 500
| Jaar   | Auto   | Kwalificatie | Snelheid | Rangschikking | Finish | Ronden | Leiding | Opgave              |
| ------ | ------ | ------------ | -------- | ------------- | ------ | ------ | ------- | ------------------- |
| 1950   | 10     | DNQ          | –        | –             | –      | –      | –       | Niet gekwalificeerd |
| 1951   | 81     | 20           | 133,725  | 16            | 29     | 29     | 0       | Olietank            |
| 1952   | 26     | 8            | 138,212  | 2             | 17     | 191    | 150     | Stuur               |
| 1953   | 14     | 1            | 138,392  | 1             | 1      | 200    | 195     |                     |
| 1954   | 14     | 19           | 138,478  | 15            | 1      | 200    | 90      |                     |
| 1955   | 4      | 5            | 141,071  | 3             | 25     | 56     | 50      | Dodelijk ongeluk    |
| Totaal | Totaal | Totaal       | Totaal   | Totaal        | Totaal | 676    | 485     |                     |